# Sally Buzbee
Sally Streff Buzbee (Walla Walla, 11 maggio 1965) è una giornalista statunitense, nominata nel maggio 2021 direttrice editoriale del Washington Post, e ne ha assunto la guida dal 1º giugno, diventando la prima donna a dirigere il giornale dopo 144 anni di storia. Si è dimessa dopo tre anni, il 2 giugno 2024, senza dare spiegazioni. In precedenza ha lavorato per tre decenni presso l'agenzia Associated Press, di cui è stata direttrice esecutiva e vicepresidente dal 2017.

## Biografia
Sally Streff è nata a Walla Walla, Washington. È una dei quattro figli di Eldyn e Monica Streeff. Sally ha due sorelle e un fratello. La famiglia viveva a While Street e Olympia Drive. Frequentò la scuola elementare a Green Park. Ha vissuto nella Bay Area e nei sobborghi di Dallas prima di diplomarsi al liceo a Olathe, Kansas. Ha conseguito una laurea presso l'Università del Kansas nel 1988, anno in cui ha iniziato a lavorare presso l'agenzia Associated Press di questo stato. Ha conseguito in seguito un MBA presso la Georgetown University.

## Carriera
Buzbee ha iniziato la sua carriera presso l'Associated Press come reporter a Topeka e San Diego. Successivamente ha lavorato per l'agenzia come redattore regionale per il Medio Oriente  con sede al Cairo. È tornata negli Stati Uniti per ricoprire il ruolo di capo dell'ufficio di Washington dell'AP durante le elezioni del 2012 e del 2016. Nel 2017, Buzbee è diventata vicepresidente senior e redattore esecutivo di AP.
Quando Buzbee è diventata direttrice esecutiva del Washington Post il 1º giugno 2021, è stata la prima redattrice capo donna del giornale.  In un'intervista del novembre 2021 con Kara Swisher, Buzbee ha affermato che l'indipendenza giornalistica del Post dal suo proprietario miliardario Jeff Bezos "non è mai stata messa in discussione in nessun momento" durante la sua assunzione. Dopo che Sir William Lewis è diventato amministratore delegato ed editore nel gennaio 2024, ha spinto Buzbee a non pubblicare storie poco lusinghiere su di lui. Si è dimessa improvvisamente il 2 giugno 2024.

## Vita privata
Sally Streff è stata sposata per 27 anni con John Buzbee, morto il 15 settembre 2016 all'età di 50 anni di cancro al colon. John Buzbee, ex ufficiale del servizio estero, prestò servizio in Iraq dopo il rovesciamento di Saddam Hussein. Era anche un giornalista, avendo iniziato la sua carriera nella sua nativa Kansas City e successivamente lavorando presso l'Associated Press, dove sua moglie era capo ufficio di Washington. Avevano due figlie, Emma e Margaret.

## Premi
- 2019 - William Allen White Award.[13][14]
- 2021 - 'Badass 50' list.[15][16]